# Pouliacq
Pouliacq település Franciaországban, Pyrénées-Atlantiques megyében. Lakosainak száma 50 fő (2022. január 1.). Pouliacq Coublucq, Garlède-Mondebat, Méracq és Lème községekkel határos.

## Népesség
A település népességének változása:
| Lakosok száma | 51   | 59   | 54   | 52   | 51   | 49   | 50   | 50   |
|               | 2013 | 2015 | 2017 | 2018 | 2019 | 2020 | 2021 | 2022 |